# Vicente Rocafuerte

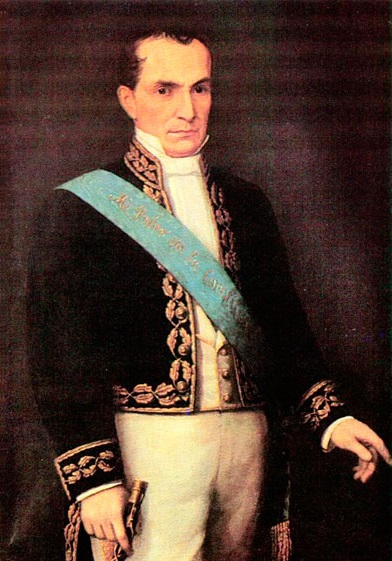
Vicente Rocafuerta

Vicente Rocafuerte y Rodríguez (Guayaquil, 1 mei 1783 - Lima, 16 mei 1847) was een Ecuadoraans politicus. Hij was van 10 september 1834 tot 31 januari 1839 de tweede president van Ecuador.
Vicente Rocafuerte stamde uit een aristocratische familie uit Guayaquil. Hij werd naar Madrid gestuurd om zijn opleiding te voltooien. In 1807 keerde hij naar Ecuador terug en nam actief deel aan de strijd tegen de Spanjaarden. Na de stichting van de Republiek Gran Colombia (1816) verzette hij zich tegen deze staat en ijverde hij voor een onafhankelijk Ecuador.
Na de Ecuadoraanse onafhankelijk werd hij in 1830 als liberaal kandidaat voor de Provincie Pichincha in de Nationale Vergadering gekozen. Hij keerde zich tegen het beleid van president Juan José Flores en werd door hem verbannen. Hij vestigde zich in Peru, maar kon, nadat zijn problemen met Flores waren opgelost, naar Ecuador terugkeren. 
Op 20 september 1833 werd hij gouverneur van de Provincie Guayas. Op 20 oktober 1833 begon hij een opstand tegen president Flores, die pas eindigde met zijn gevangenneming in juli 1834. Hij sloot vervolgens een pact met Flores met als bepaling dat hij de president zou opvolgen wanneer diens ambtstermijn op 10 september 1834 verliep.
Tijdens zijn ambtstermijn (1834-1839) nam Ecuador een nieuwe, liberalere grondwet aan, die o.a. voorzag in een betere bescherming van de oorspronkelijke bewoners (Indianen), maar de slavernij niet afschafte. 
In 1839 werd Juan José Flores opnieuw tot president gekozen. Problemen tussen Flores en Rocafuerte bleven tijdens het grootste deel van Flores' ambtstermijn uit, maar nadat de laatste in 1842 de grondwet buitenwerking stelde en een nieuwe grondwet introduceerde die zijn presidentschap voor een derde periode (beginnende in 1843) garandeerde, week Rocafuerte naar Peru uit. Op 6 maart 1845 kwam Rocafuerte samen met Vicente Ramón Roca in opstand. Op 18 juni vluchtte Flores naar Peru. Na een kort interim-presidentschap van José Joaquín Eufrasio de Olmedo y Mururi, werd Vicente Ramón Roca president.
Rocafuerte overleed op 16 mei 1847.